# Bertrand Billard
Bertrand Billard (* 8. Juli 1987 in Salmagne) ist ein ehemaliger französischer Duathlet und Triathlet. Er ist Triathlon-Weltmeister auf der Langdistanz (2013, 2014).

## Werdegang
2005 wurde er französischer Jugendmeister im Triathlon und im Duathlon.
Im Juni 2011 konnte er die ersten beiden 5150-Rennen (Triathlon auf der olympischen Distanz: 1,5 km Schwimmen, 40 km Radfahren und 10 km Laufen) in Europa für sich entscheiden.

### Weltmeister Triathlon Langdistanz 2013
Im Juni 2013 holte er sich im französischen Belfort den Titel bei der Triathlon-Weltmeisterschaft auf der Langdistanz.
Das Rennen wurde witterungsbedingt ohne die Schwimmdistanz als Duathlon ausgetragen (9,5 km Laufen, 87 km Radfahren und 20 km Laufen). Er startet für den Verein Triathl'Aix.
Im April 2014 ging Billard erstmals in Südafrika auf der Ironman-Distanz (3,86 km Schwimmen, 180,2 km Radfahren und 42,195 km Laufen) an den Start, konnte das Rennen aber nicht beenden.

### Weltmeister Triathlon Langdistanz 2014
Im September holte er sich in China zum zweiten Mal den Titel des ITU-Weltmeisters auf der Triathlon-Langdistanz.
Bei der Erstaustragung des Ironman Vichy wurde er im August 2015 Zweiter.
Im Mai 2017 konnte der 29-Jährige zum dritten Mal den Ironman 70.3 Pays d'Aix France gewinnen.
Seit 2018 tritt Billard nicht mehr international in Erscheinung.
Bertrand Billard lebt heute in Montpellier.

## Sportliche Erfolge
| Datum/Jahr    | Rang | Wettbewerb                                     | Austragungsort | Zeit     | Bemerkung                                                               |
| ------------- | ---- | ---------------------------------------------- | -------------- | -------- | ----------------------------------------------------------------------- |
| 12. Juni 2011 | 1    | 5150 Klagenfurt                                | Klagenfurt     | 01:53:15 | [ 3 ]                                                                   |
| 5. Juni 2011  | 1    | 5150 Darmstadt                                 | Darmstadt      | 01:48:02 | [ 4 ]                                                                   |
| 5. Sep. 2009  | 1    | Triathlon de Gérardmer                         | Gérardmer      |          | Olympische Distanz (1,5 km Schwimmen, 40 km Radfahren und 10 km Laufen) |
| 31. Juli 2008 | 1    | Triathlon EDF Alpe d’Huez                      | Alpe d’Huez    |          | Sieger auf der Kurzdistanz                                              |
| 23. Juli 2005 | 57   | ETU Triathlon European Championship Junior Men | Alexandroupoli | 01:02:16 | 0,75 km Schwimmen, 20 km Radfahren und 5 km Laufen                      |

| Datum/Jahr    | Rang | Wettbewerb                     | Austragungsort  | Zeit     | Bemerkung |
| ------------- | ---- | ------------------------------ | --------------- | -------- | --- |
| 2. Feb. 2018  | 9    | Ironman 70.3 Dubai             | Dubai           | 03:47:10 | |
| 14. Mai 2017  | 1    | Ironman 70.3 Pays d'Aix France | Aix-en-Provence | 03:55:18 | dritter Sieg in Aix-en-Provence                                                                                         |
| 27. Jan. 2017 | 7    | Ironman 70.3 Dubai             | Dubai           | 03:46:45 | |
| 30. Juli 2016 | 1    | Ironman 70.3 Budapest          | Budapest        | 03:41:46 | |
| 1. Mai 2016   | 1    | Ironman 70.3 Pays D'Aix France | Aix-en-Provence | 03:30:32 | witterungsbedingt ohne das Schwimmen ausgetragen                                                                        |
| 5. Dez. 2015  | 9    | Ironman 70.3 Bahrain           | Manama          | 03:18:41 | drittes Rennen der „Challenge Triple-Crown-Serie“ – das Rennen musste witterungsbedingt als Duathlon ausgetragen werden |
| 18. Mai 2014  | 1    | Ironman 70.3 Pays D'Aix France | Aix-en-Provence | 03:58:27 | |
| 16. Feb. 2014 | 3    | Ironman 70.3 Panama            | Panama City     | 03:43:24 | |
| 11. Mai 2013  | 8    | Ironman 70.3 Mallorca          | Alcúdia         | 03:59:38 | |
| 17. März 2013 | 2    | Ironman 70.3 San Juan          | San Juan        | 03:51:02 | |
| 18. März 2012 | 10   | Ironman 70.3 San Juan          | San Juan        | 04:06:53 | [ 8 ] |
| 30. Okt. 2011 | 7    | Ironman 70.3 Miami             | Miami           | 03:54:32 | [ 9 ] |
| 14. Mai 2011  | 2    | Ironman 70.3 Mallorca          | Alcudia         | 03:56:56 | Zweiter hinter dem Deutschen Andreas Raelert (2 km Schwimmen, 90 km Radfahren und 21,1 km Laufen)                       |
| 2010          | 4    | Triathlon de Gérardmer         | Gérardmer       | 04:33:54 | hinter dem Sieger Sylvain Sudrie                                                                                        |
| 24. Apr. 2010 | 2    | Lisboa International Triathlon | Lissabon        |          | Zweiter auf der Halbdistanz                                                                                             |

| Datum/Jahr    | Rang | Wettbewerb                                      | Austragungsort | Zeit     | Bemerkung                                                                                     |
| ------------- | ---- | ----------------------------------------------- | -------------- | -------- | --------------------------------------------------------------------------------------------- |
| 5. Juni 2016  | DNF  | Ironman France                                  | Nizza          | –        |                                                                                               |
| 30. Aug. 2015 | 2    | Ironman Vichy                                   | Vichy          | 08:27:39 | bei der Erstaustragung – mit persönlicher Ironman-Bestzeit                                    |
| 29. März 2015 | 26   | Ironman South Africa                            | Port Elizabeth | 09:34:50 |                                                                                               |
| 21. Sep. 2014 | 1    | ITU Long Distance Triathlon World Championships | Weihai         | 05:09:09 | Triathlon-Weltmeister auf der Langdistanz (4 km Schwimmen, 120 km Radfahren und 20 km Laufen) |
| 27. Juli 2014 | DNF  | Ironman Switzerland                             | Zürich         | –        |                                                                                               |
| 6. Apr. 2014  | DNF  | Ironman South Africa                            | Port Elizabeth | –        | erster Start auf der Ironman-Distanz                                                          |
| 1. Juni 2013  | 1    | ITU Long Distance Triathlon World Championships | Belfort        | 04:08:46 | Triathlon-Weltmeister auf der Langdistanz                                                     |

(DNF – Did Not Finish)